# Laura Vanessa Vásquez
Pour les articles homonymes, voir Vásquez.
Laura Vanessa Vásquez Rivas, née le 20 avril 1990, est une taekwondoïste salvadorienne.

## Carrière
Elle remporte la médaille de bronze des Championnats panaméricains de taekwondo 2010 à Monterrey dans la catégorie des moins de 57 kg.